# Back of My Lac'
Albums de J. Holiday
Round 2
Back of My Lac' est le premier album du chanteur R&B J. Holiday, sorti aux États-Unis le 3 octobre 2007.
nommé dans plusieurs distinctions prestigieuses (American Music Awards, BET Awards et Image Awards) en 2008, l'artiste d'origine éthiopienne avait fait forte impression avec son premier opus. Le single "Bed" a été, en 2007, numéro 1 pendant 5 semaines consécutives au U.S. Hot R&B and Hip Hop Songs et 5e au U.S. Billboard Hot 100. Ce qui a permis, par la suite, à Back Of My Lac d'être certifié disque d'or.

## Liste des titres
| #  | Titre                                     | Participation(s)      | Producteur(s)                                                                                        | Durée |
| -- | ----------------------------------------- | --------------------- | --- | ----- |
| 1  | "Back of My Lac' "                        | -                     | Quincy Lowe                                                                                          | 4:49  |
| 2  | "Ghetto"                                  | -                     | Donnie Scantz                                                                                        | 4:11  |
| 3  | "Thug Commandments"                       | -                     | The Co-Stars                                                                                         | 3:29  |
| 4  | "Bed"                                     | -                     | The-Dream & L.O.S. Da Maestro                                                                        | 4:35  |
| 5  | "Betcha Never Had"                        | -                     | Sean "The Pen" Garrett & Warren "Oak" Felder                                                         | 3:01  |
| 6  | "Laa Laa"                                 | Snoop Dogg            | The Platinum Brothers                                                                                | 4:31  |
| 7  | "Come Here"                               | -                     | The Platinum Brothers co-produced by Travis Cherry                                                   | 3:30  |
| 8  | "Be with Me"                              | -                     | Rodney "Darkchild" Jerkins                                                                           | 3:58  |
| 9  | "Suffocate"                               | -                     | Christopher 'Tricky' Stewart                                                                         | 3:40  |
| 10 | "Fatal"                                   | Fat Joe               | Korran Paul & Gil Smith                                                                              | 5:16  |
| 11 | "Without You"                             | -                     | Rodney "Darkchild" Jerkins co-produced by Mitchah "Genesis" Williams and Draque Clark for G.CODE:GFB | 3:47  |
| 12 | "Pimp In Me"                              | Juvenile & Young Buck | Jasper Cameron                                                                                       | 4:25  |
| 13 | "Thank You"                               | -                     | Adonis Shropshire                                                                                    | 4:23  |
| 14 | "Fallin' "                                | -                     | J.U.S.T.I.C.E. League                                                                                | 3:42  |
| 15 | "Sooner You Get to Love" (Deluxe Edition) | -                     | Donnie Scantz                                                                                        | 3:56  |
| 16 | "I Know Love" (Deluxe Edition)            | -                     | The Platinum Brothers                                                                                | 3:49  |
| 17 | "When You Get Home" (Deluxe Edition)      | -                     | The Platinum Brothers co-produced by Travis Cherry                                                   | 3:52  |
| 18 | "City Boy" (International Bonus Track)    | 8Ball & MJG           | J.U.S.T.I.C.E. League                                                                                | 3:42  |
| 19 | "Good For Each Other" (Japan Bonus Track) | -                     | J.U.S.T.I.C.E. League                                                                                | 3:33  |